# Patru poteci (film)
Patru poteci (în chineză: 香港四徑大步走) este un film documentar din Hong Kong din 2023, regizat de Robin Lee. Cu Andre Blumberg, Stone Tsang, Salomon Wettstein, Law Kai-pong, Will Hayward, Jacky Leung, Hyun Chan Chung, Sarah Pemberton, Nikki Han și Tom Robertshaw în rolurile principale, filmul relatează povestea acestor concurenți din 2021 care au încercat să termine alergarea montană de 298 km în 60 de ore. Lee a câștigat premiul pentru cel mai bun regizor debutant la cea de-a 43-a ediție a Premiilor de Film din Hong Kong cu acest film.

## Rezumat
Fondată de Andre Blumberg, un expat german în Hong Kong, în 2012, Hong Kong Four Trails Ultra Challenge este considerată cea mai copleșitoare cursă din oraș. Aceasta necesită concurenți puternici să termine patru trasee montane majore, MacLehose, Wilson, Hong Kong și Lantau, care se întind pe o distanță totală de 298 de kilometri și o altitudine cumulată de 14.500 de metri. Concurenții trebuie să termine în 60 de ore pentru a revendica titlul de „finisher” și în 72 de ore pentru „survivor”. Pe măsură ce provocarea se apropie de a zecea ediție și în mijlocul pandemiei de coronavirus, Blumberg a invitat doar finaliștii și supraviețuitorii curselor anterioare să se provoace încă o dată. În cele din urmă, optsprezece persoane s-au înscris la ultramaratonul care a început pe 12 februarie.
Stone Tsang Siu-keung, legendarul alergător montan din Hong Kong, și-a propus să obțină titlul de „celerător în 50 de ore” și a terminat cursa în mai puțin de 50 de ore. Alți doi foști participanți la cursă, Tom Robertshaw, deținătorul recordului cursei, și Salomon Wettstein, co-CEO al unei mari companii tehnologice, și-au dorit, de asemenea, să depășească această barieră. Printre alți concurenți se numără Law Kai-pong, care a suferit o accidentare gravă cu 3 săptămâni înainte de competiție; Will Hayward, decanul catedrei de Științe Sociale de la Universitatea din Hong Kong; Jacky Leung Chun-keung, fost participant la cursa din 2020; coreeano-spaniolul Hyun Chan Chung; Sarah Pemberton, cea mai tânără participantă care se alătură pentru a patra oară, un record; și Nikki Han, prima femeie care a terminat cursa.
Tsang și Robertshaw au fost nevoiți să se retragă din cursă din cauza unor accidentări la genunchi și a unor dureri de stomac. Pemberton a ales, de asemenea, să nu continue, din cauza unui disconfort imens. Wettstein a încercat să renunțe după ce a fost în urmă față de program, dar a decis să continue, încurajați de ceilalți. Hayward și Law, privați de somn, s-au luptat cu halucinațiile, respectiv cu rana agravată, în timp ce alții s-au confruntat și ei cu alte provocări. În cele din urmă, Leung, terminând în 58,5 ore la ediția din 2020, a intrat în mod neașteptat în istorie și a obținut istorica onoare de „celebritate de 50 de metri” cu 49 de ore și 26 de minute.

### Rezultatele provocării
Rezultatele actorilor din documentar sunt următoarele:
- Jacky Leung: 49 de ore și 26 de minute
- Salomon Wettstein: 51 de ore și 53 de minute
- Hyun Chan Chung: 59 de ore și 23 de minute
- Nikki Han: 59 de ore și 42 de minute
- Legea Kai-pong: 62 de ore
- Will Hayward: 66 de ore și 59 de minute
- Tom Robertshaw: s-a retras după 34 de ore și 34 de minute
- Stone Tsang: s-a retras după 28 de ore și 1 minut
- Sarah Pemberton: s-a retras după 16 ore și 10 minute

## Producție
Filmul a fost regizat de Robin Lee, regizor britanic născut și crescut în Hong Kong, care filmase anterior cursa din 2017 și a transformat-o într-un videoclip, Breaking 60. Invitat inițial de Blumberg să filmeze Breaking 50 ca o continuare, Lee a decis în schimb să relateze și poveștile altor supraviețuitori, care simbolizează auto-provocarea. El i-a abordat pe cei 18 alergători cu șase luni înainte de cursă și i-a intervievat pe cei care aveau să devină fețele principale ale documentarului. Echipa de 12 cameramani, inclusiv Lee, care a parcurs 70 km cu echipamentul de 20 kg timp de trei zile fără somn, a petrecut ore întregi în diferite locații, surprinzând momentele diferiților alergători.
Cu un total de 200 de ore de filmări și lipsa finanțării, post-producția a durat doi ani pentru Robin și fratele său, Ben.

## Lansarea filmului
Filmul „Patru cărări” a avut premiera la Festivalul de Film Asiatic de la Hong Kong din 2023. Documentarul a fost lansat oficial pe 2 ianuarie 2025, după o premieră pe 6 decembrie 2024.

## Recepția critică
La începutul lunii aprilie 2025, filmul a încasat peste 10 milioane de dolari din Hong Kong la box office.
Paul McNamara de la South China Morning Post a lăudat documentarul cu imagini frumoase care „pun în lumină peisajele uluitoare și spațiile largi deschise care marchează Hong Kong-ul ca o destinație preferată pentru ultramaratoniști și sportivii de anduranță”. Yau Tai-tong, scriind pentru am730, a lăudat filmul ca fiind un documentar emoționant puternic, care surprinde viu provocările ultramaratonului, evocând reflecții profunde asupra perseverenței personale și a spiritului uman.
Ngan Ming-fai de la HK01 a considerat filmul un documentar captivant care nu numai că prezintă provocările intense ale Ultra Challenge, dar evidențiază și cultura vibrantă și pasională a alergării montane din Hong Kong, cu scopul de a inspira o recunoaștere mai largă a acestei comunități unice. Ho Siu-bun, care a scris și el recenzia pentru am730 , a recunoscut că documentarul a surprins eficient natura istovitoare a ultramaratonului și călătoriile emoționale ale participanților săi, determinând în cele din urmă spectatorii să reflecteze asupra motivațiilor din spatele unor astfel de provocări extreme.

## Premii și nominalizări
| An   | Premiu                                               | Categorie               | Nominalizat | Rezultat     | Ref.   |
| ---- | ---------------------------------------------------- | ----------------------- | ----------- | ------------ | ------ |
| 2025 | A 43-a Ediție a Festivalului de Film de la Hong Kong | Cea mai bună editare    | Robin Lee   | Nominalizare | [ 12 ] |
| 2025 | A 43-a Ediție a Festivalului de Film de la Hong Kong | Cel mai bun regizor nou | Robin Lee   | Câștigat     | [ 12 ] |